# Du Mu
Du Mu , född 803, död 852 var en kinesisk poet under Tangdynastin. Han betraktas som en stor poet inom kinesisk poesi.